# Социальный пакет

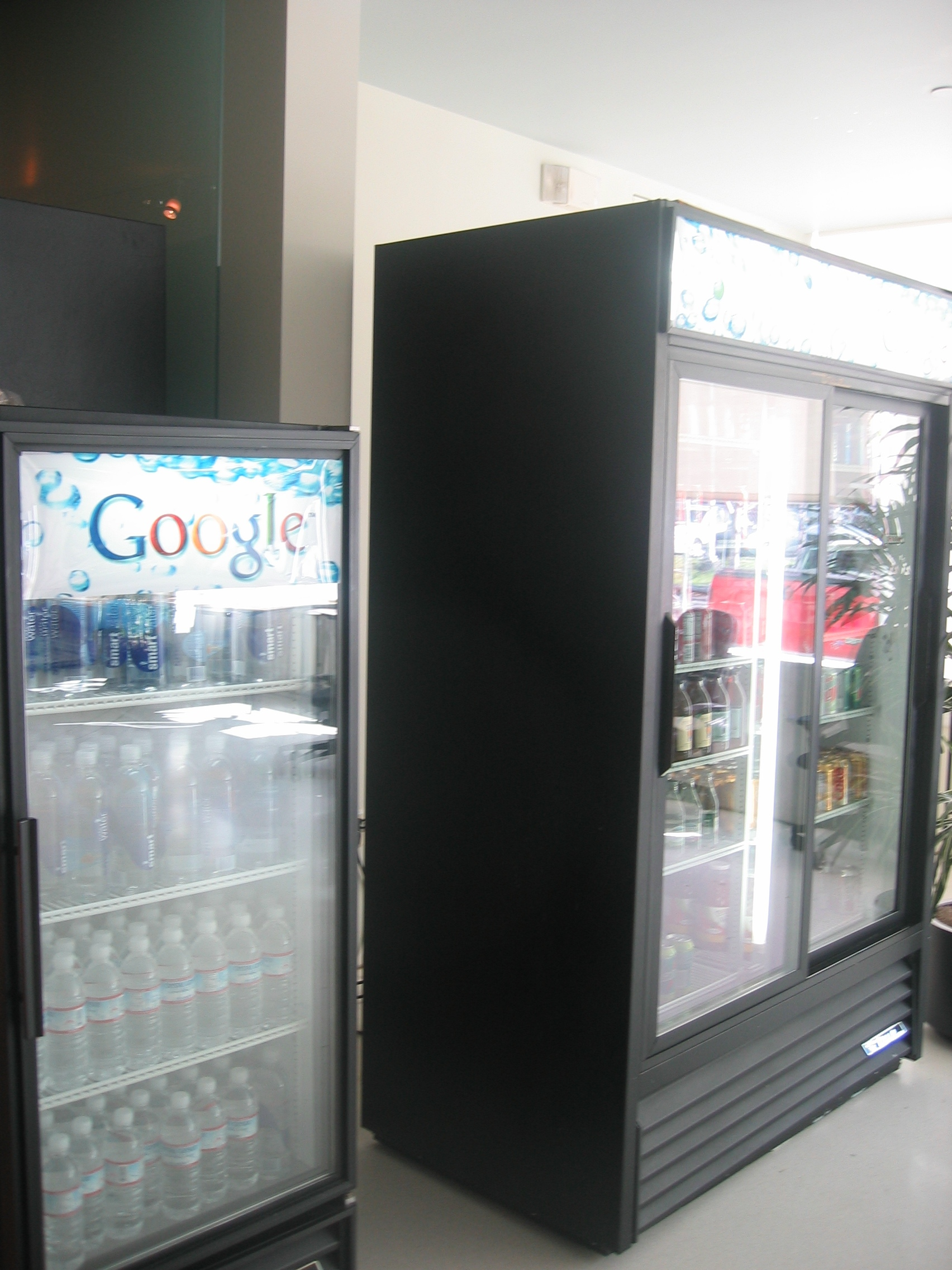
Бесплатные напитки в офисе Google

Социальный пакет (соцпакет; англ. employee benefits) — совокупность социальных выплат, предоставляемых работодателем работнику.

## История
По мнению Е. Черновой и И. Скитяевой в современной европейской истории социальные пакеты пережили 4 этапа развития:
1. в 1970-х годах появились социальные пакеты по «принципу кафетерия[англ.]»;
2. в 1980-х годах появились «ориентированные на семью» программы социальной поддержки;
3. в 1990-х годах появились программы «удобного места работы», направленные на обеспечение сотрудников максимальным количеством услуг на рабочем месте ⎼ от медицинского до банковского обслуживания;
4. в 2000-х годах появились программы «пожизненного сопровождения» (англ. life span programs), в рамках которых работодатель выделяет на обеспечение социальных льгот и гарантий сотрудников фиксированную сумму денег, используемую в зависимости от потребностей, преобладающих в конкретный период жизни.

В Российской Федерации согласно Е. Черновой и И. Скитяевой социальные пакеты также прошли 4 этапа развития:
1. до 1991 года все работники обеспечивались медицинским обслуживанием, санаторно-курортным лечением, детскими садами и услугами специализированных учреждений, финансировавшийся за счет работодателя;
2. в 1990-х годах произошло резкое снижение обеспечения социальными льготами и гарантиями работников;
3. в середине 1990-х годов начались вводиться ряд социальных пакетов: компенсация затрат на питание и программы медицинского страхования;
4. в 2000-х годах началось повышение обеспечения социальными льготами и гарантиями работников, социальные пакеты вошли в общую систему оплату труда.

## Определение
По мнению ряда экономистов, социальный пакет — это меры поощрения и поддержки работника, не предусмотренные законодательством и финансируемые работодателем; или как набор гарантий и льгот социального характера, не предусмотренных законодательством и финансируемые работодателем по своей инициативе и за свой счёт.
Кроме этого, отмечают, что социальный пакет — это совокупность различных благ, предоставляемых работодателем работникам на добровольной основе с целью привлечения перспективных работников, формирования положительного имиджа в деловой сфере и на рынке труда.

## Классификация социальных пакетов
Ряд экономистов считают, что можно выделить социальные пакеты в части структуры и наполнения:
- в зависимости от категории персонала (для топ-менеджеров, для руководителей среднего звена и ключевых специалистов, для специалистов и рабочих);
- по принципу грейдирования — системы оценки должностей (на основании выполняемых сотрудниками функций и степени значимости данной позиции для предприятия, где в один грейд попадает близкие по полученным оценкам должности, чем выше грейд, тем шире набор предоставляемых льгот);
- по «принципу кафетерия» (формируются несколько наборов льгот (с одинаковой стоимостью, но с разным наполнением), а персонал выбирает тот набор, которые максимально удовлетворят его потребности).

### Типы социальных пакетов
Г.В. Черкасова классифицирует типы социальных пакетов по следующим признакам:
- по отношению к трудовому законодательству (государственный (обязательный) или частный социальный пакет (необязательный, в рамках трудового соглашения));
- к размеру пакета (полный или обычный социальный пакет);
- согласно дифференциации работников (корпоративный или индивидуальный социальный пакет);
- по категории льгот (стимулирующий или компенсационный социальный пакет);
- по регулярности выплат (ежемесячный или единовременный социальный пакет);
- по форме выплат (в денежной или натуральной форме социальный пакет);
- по источнику финансирования (уменьшающий или не уменьшающий налоговую базу социальный пакет).

Система социальной поддержки работников может состоять из пяти элементов:
1. социальные гарантии, компенсации и льготы, предусмотренные трудовым законодательством;
2. гарантии, компенсации и льготы, связанные с характером работы и особенностями производственного процесса;
3. дополнительные денежные выплаты (материальная помощь и другие социальные выплаты);
4. корпоративный социальный пакет (возможность пользоваться учреждениями здравоохранения, объектами социальной сферы, образовательными учреждениями и принимать участие в мероприятиях (профессиональных, спортивных, культурно-досуговых), финансируемых предприятием);
5. индивидуальный социальный пакет (набор социальных благ (гарантий, компенсаций и льгот), предоставляемых работникам с целью их привлечения, мотивации, лояльности к предприятию, стремления к повышению эффективности своего труда):

- минимальный индивидуальный социальный пакет (гарантированный и предоставляемый всем работникам на одинаковых условиях);
- адресная корпоративная поддержка (социальные гарантии, возможность получить льготное кредитование на приобретение жилья, негосударственное пенсионное обеспечение, обучение, страхование, санаторно-курортное лечение, отдых и оздоровление детей);
- компенсируемый социальный пакет (предоставляемый с целью повышения привлекательности рабочих мест и мотивации работников возможность компенсировать в пределах определенного лимита свои затраты на социальные услуги, включенные в утвержденный перечень элементов).

### Функции социального пакета
Г.В. Черкасова также определяет следующие функции социального пакета:
- дополняющая, расширяет возможности и эффективность работника на рабочем месте (оплата услуг связи и интернета, предоставление корпоративного транспорта, ноутбуков и мобильных телефонов, корпоративные обеды);
- социальная, повышает готовность к труду (доплата до среднего заработка при временной нетрудоспособности, ДМС, доставка работника служебным транспортом, материальная помощь, льготы при занятии спортом);
- имиджевая, повышает статус работника и фирмы в целом (представительского класса служебные автомобили, проведение дорогостоящих корпоративных праздников и подарков работникам, компенсации при увольнении);
- индивидуальная, стимулирует и мотивирует работника (гибкий рабочий график, предоставление кредита или поручительства, оплата обучения, служебные квартиры).

## Социальный пакет vs социальные гарантии
Понятие социального пакета и социальных гарантий различаются следующим образом: социальные гарантии являются обязательными для работодателя, предусмотренные законодательством (перерыв на обед, оплачиваемые больничные и отпуск, уплату налогов и другие гарантии), а социальный пакет включает в себя те составляющие, которые предполагает предоставлять работодатель (обучение за счет компании, бесплатный проезд или оплата расходов на бензин,
жилье, бесплатное питание, организация досуга, возмещение иных расходов работника на усмотрение работодателя).

## Налоговый учёт
в Соединенном Королевстве
В социальный пакет, как правило, включается пакет вознаграждения, состоящий из пенсионных взносов, оплаты детских садов, ежегодного отпуска и т.д, пособий в натуральной форме (так называемые дополнительных льгот), которые включают в себя различные виды компенсаций, не связанные с заработной платой, и предоставляемые работникам в дополнение к их обычной заработной плате. Работник может обменять часть своего заработка на предоставления дополнительных льгот в натуральной форме. При правильной структуре трудового соглашения между работодателем и работником пакет вознаграждения может принести пользу обеим сторонам, поскольку он существенно экономит на налоговых отчислениях с заработной платы.
в Российской Федерации
Согласно статье 270 НК РФ ряд социальных выплат в социальных пакетах организации могут не уменьшить налоговую базу по налогу на прибыль, а согласно статье 217 НК РФ могут и не уменьшить налог на доходы физических лиц, как и страховые взносы в ПФР и ФСС. Представители налоговых органов считают, что определить сумму дохода каждого работника можно в любом социальном пакете и организация обязана это сделать, а значит начислить и удержать налоги со всех предоставленных социальных пакетов в адрес работника.